# SJ X40
Die Elektrotriebwagen-Baureihe SJ X40 wird in Schweden von den schwedischen Staatsbahnen SJ AB eingesetzt.
Der zweite Doppelstocktriebzug in der Geschichte der schwedischen Staatsbahnen nach dem Y3 gehört zur Familie Alstom Coradia Duplex. Die Triebwagen wurden vor allem beschafft, um im Mälardalen langsamere lokomotivbespannte Züge zu ersetzen.

## Geschichte
Die 42 Triebzüge wurden von Alstom von 2004 bis 2008 gebaut und verkehren von Stockholm nach Linköping, Eskilstuna/Arboga, Västerås/Örebro und Gävle/Sandviken sowie 2006 nach Göteborg. Insgesamt wurden 16 zwei- und 27 dreiteilige Triebzüge beschafft.
Die ersten Einheiten kamen im Februar 2004 zu Probefahrten nach Schweden. Ursprünglich war der erste Einsatz im Herbst 2004 auf der Svealandsbana angedacht. Durch verschiedene Probleme begann der Planeinsatz erst im Februar 2005.

## Ausstattung
Die Doppelstockfahrzeuge hatten ursprünglich 85 Sitzplätze pro Wagenkasten.
Breite Türen ermöglichen einen raschen Fahrgastwechsel, so dass Haltezeiten von 30 Sekunden an kleineren und 60 Sekunden an größeren Bahnhöfen ausreichen. Die Höchstgeschwindigkeit beträgt 200 km/h. Oft fahren die Züge mit je einer Zwei- und einer Dreiwageneinheit im Verbund. Die X40 haben erste und zweite Klasse mit annähernd gleicher Ausstattung, sie sind mit Klimaanlagen sowie mit Signalverstärkern für Mobiltelefone und Steckdosen an jedem Sitz, die mit Rundfunkanschluss versehen sind, ausgestattet. WLAN steht zur Verfügung, seit November 2013 kostenlos.
Während des ersten Betriebsjahres gab es technische Probleme mit Türen und Klimaanlagen. Beschwerden von Fahrgästen betrafen den zu geringen Raum für Gepäck und die engen Sitzabstände sowie die engen Toiletten. Die Züge sind für den regionalen Pendlerverkehr konzipiert, viele Beschwerden kommen von den Fahrgästen, die sie auf längeren Strecken nutzen. Der fehlende Gepäckraum fällt vor allem auf der Strecke Gävle–Stockholm–Linköping auf, die vom und zum Flughafen Stockholm/Arlanda von vielen Touristen mit schwerem Gepäck benutzt wird. Aus diesen Gründen wurden die Züge auf der Verbindung zwischen Stockholm und Göteborg nur kurz eingesetzt. Bei mehreren Fahrzeugen wurden inzwischen Sitzreihen ausgebaut und durch Gepäckablagen ersetzt. Dadurch sind in diesen Wagen nur noch 78 Sitze vorhanden.
Bis zu vier Einheiten können durch Vielfachsteuerung miteinander im Zugverbund gefahren werden, unabhängig davon, ob es sich um Zwei- oder Dreiwagenzüge handelt.

## Nummerierung
Die einzelnen Fahrzeuge eines Zuges haben unterschiedliche Typenbezeichnungen. Diese sind X40Z1 und X40Z5 für die Endwagen und X40Z3 für die Mittelwagen. Es werden unterschiedliche Betriebsnummern miteinander gekuppelt, so dass nicht alle Fahrzeuge einer Einheit die gleiche Nummer besitzen. Der komplette Triebzug erhält immer die Nummer der niedrigsten Komponente (33xx) als so genannte Hauptnummer.

## Besonderes
Es kamen nur insgesamt 42 Zuggarnituren in Schweden an. Der letzte der Triebzüge hatte bei der Überführung nach Schweden in Deutschland einen Unfall und konnte nicht instand gesetzt werden.

## Modernisierung
VR FleetCare modernisiert insgesamt 27 X40-Züge. Die Arbeiten werden in der Werkstatt in Pieksämäki und im Bahnbetriebswerk Oulu von VR FleetCare durchgeführt. Der erste Zug – X40 3337 – gemäß dem Endwagen X40Z1 3337 (94 74 440 3337-9) wurde am 9. November 2023 in Tornio an VR FleetCare übergeben. Die Rangierlokomotive 744 159 (92 74 0 744 159-5) von Railcare brachte den Zug von Boden nach Haaparanta und weiter nach Tornio, da SJ über keine Fahrzeuge verfügt, die für die ETCS-Version dieser Strecke geeignet sind. In Tornio wurde der dreiteilige Zug geteilt und einzeln per Straßentransport nach Pieksämäki transportiert.
Die Rückkehr des modernisierten Prototyps nach Schweden wurde von August 2024 an mehrmals verschoben. Da die in Pieksämäki hergestellten Transferdrehgestelle noch nicht zugelassen waren, wurde der Zug auf der Straße von Oulu nach Tornio zurückgebracht. Am 15. November 2024 wurde er von Tornio nach Haparanda geschleppt. Die Betriebstests des Zuges wurden am 20. November 2024 in Haparanda durchgeführt. Künftig sollen die Züge etwa alle sechs Wochen in Finnland eintreffen. Die vollständige Reparatur wird im VR FleetCare-Servicecenter in Oulu durchgeführt. Die Züge verfügen über eine silbergraue Lackierung, die als eine der technisch anspruchsvollsten Farben gilt.